# Conistra conjuncta
Conistra conjuncta är en fjärilsart som beskrevs av Hirschke 1910. Conistra conjuncta ingår i släktet Conistra och familjen nattflyn. Inga underarter finns listade i Catalogue of Life.